# Hexasílabo
El hexasílabo es un verso de arte menor que contiene seis sílabas métricas. Tiene acento en la quinta y en una de las primeras sílabas: si lo lleva en la segunda, su ritmo es dactílico; si lo lleva en la sílaba impar, su ritmo es trocaico.

## Historia
El hexasílabo tiene una presencia relevante en el Libro de Buen Amor del arcipreste de Hita, donde aparece en varias composiciones líricas, como la Serrana de Tablada. Durante el siglo XV, fue el tercer verso más usado, tras el octosílabo y el verso de arte mayor. Dos composiciones en hexasílabos célebres de esta época son la serranilla dedicada a la Vaquera de la Finojosa del Marqués de Santillana y la canción de los Comendadores (Los Comendadores — por mi mal os vi; / yo vi a vosotros, — vosotros a mí). En el siglo XVI, se utiliza en villancicos y romancillos, así como en endechas cultas en redondillas. Durante el neoclasicismo, continúa su uso en endechas y romancillos, así como en letrillas. El uso de este verso decrece en la época romántica, aunque lo hallamos en pasajes de El estudiante de Salamanca de Espronceda y en algunas rimas de Bécquer. Los poetas modernistas lo utilizan sobre todo en romancillos, aunque encontramos también sonetillos, tercetos monorrimos y otras estrofas en este metro. Dentro de la generación del 27, lo utilizan por ejemplo Pedro Salinas y Jorge Guillén.